# Тапількайми
Тапількайми (пол. Tapilkajmy, нім. Tappelkeim) — село в Польщі, у гміні Бартошиці Бартошицького повіту Вармінсько-Мазурського воєводства. Населення — 85 осіб (2011).

## Демографія
Демографічна структура станом на 31 березня 2011 року:
|          | Загалом | Допрацездатний вік | Працездатний вік | Постпрацездатний вік |
| -------- | ------- | ------------------ | ---------------- | -------------------- |
| Чоловіки | 44      | 17                 | 26               | 1                    |
| Жінки    | 41      | 14                 | 18               | 9                    |
| Разом    | 85      | 31                 | 44               | 10                   |